# Chứng nhiễm hắc tố

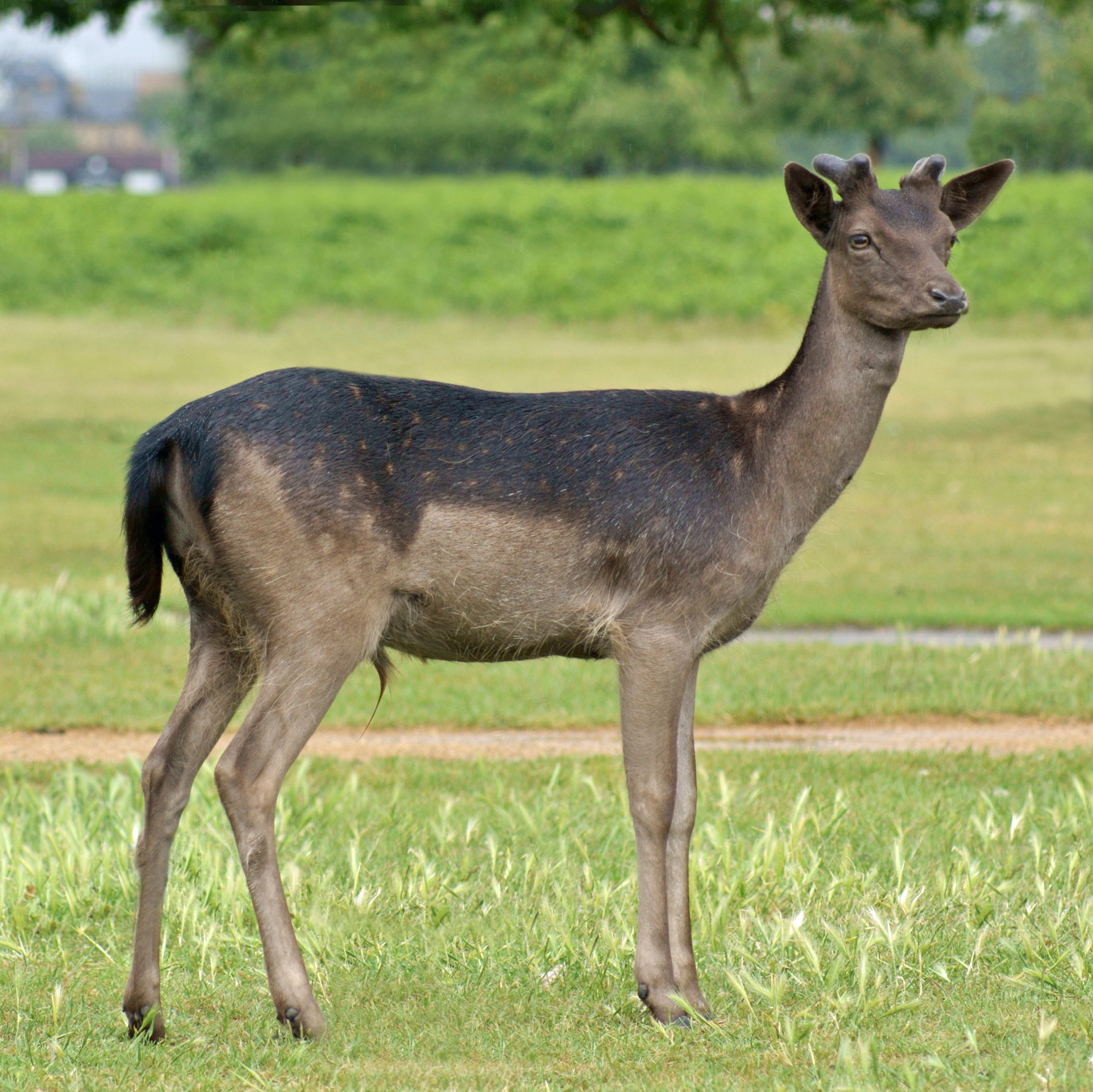
Một con hươu hoang có màu đen, màu lông đen là bất thường của giống loài này do sự đột biến về hắc tố

Chứng nhiễm hắc tố, nhiễm sắc tố melanin hay hội chứng hắc tố (tiếng Anh: melanism) là sự phát triển gia tăng của sắc tố melanin, còn gọi là hắc tố, có màu sẫm ở da hoặc tóc của động vật. Từ đó, những cá thể bị chứng này cho ra kiểu hình bên ngoài có màu đen bất thường so với đồng loại hoặc dòng, giống của chúng. Pseudomelanism là một biến thể khác của sắc tố, có thể được xác định bằng các đốm đen loang lớn hoặc sọc được mở rộng, bao phủ một phần lớn của cơ thể của động vật làm cho nó xuất hiện với một vẻ melanistic. Sự lắng đọng bệnh hoạn của hắc tố thường là một tác nhân ác tính gây ra các khối u sắc tố, được gọi là melanosis. Trái ngược với chứng nhiễm hắc tố là chứng bạch thể (suy giảm sắc tố) khí động vật có bề ngoài có màu trắng nhưng không phải là bạch tạng hay bạch biến.

## Vai trò

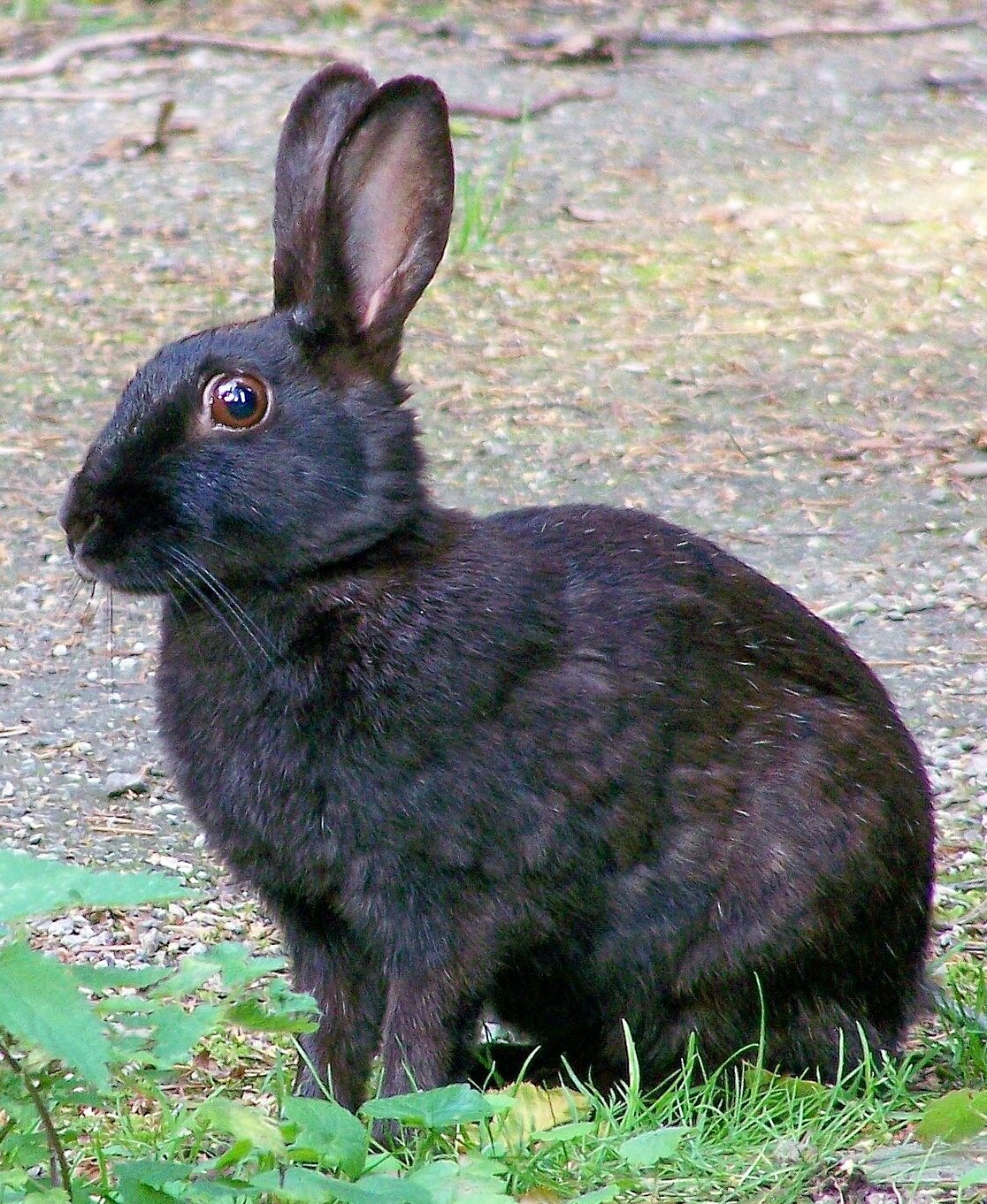
Một con thỏ thuộc loài Oryctologus cuniculus có lông đen, đây là đột biến nhiễm hắc tố vì loài này trong tự nhiên không có lông đen, tuy nhiên đối với các giống thỏ nhà thì màu lông đen là bình thường do kết quả của việc chọn giống và nhân giống

Chứng hắc tố liên quan đến quá trình thích ứng được gọi là thích nghi. Thông thường nhất, các cá thể tối màu sẽ trở nên mạnh hơn để tồn tại và sinh sản trong môi trường của chúng vì chúng được ngụy trang tốt hơn khi lẫn vào trong bóng tối, được bao phủ bởi màn đêm hoặc ở dưới vùng nước tăm tối. Điều này làm cho một số loài ít dễ thấy hơn đối với động vật ăn thịt, trong khi những loài khác, chẳng hạn như báo đen, sử dụng nó như một lợi thế tìm kiếm con mồi trong một đêm săn.
Thông thường, hội chứng Melanism thích nghi là di truyền: Một alen trội, được biểu hiện hoàn toàn hoặc gần như hoàn toàn trong kiểu hình, chịu trách nhiệm cho việc quy định lượng melanin quá mức. Thích nghi hắc tố đã được chứng minh có diễn ra trên nhiều loại động vật, bao gồm cả động vật có vú như sóc, nhiều mèo và họ nhà chó, và rắn san hô. Melanism thích nghi có thể dẫn đến việc tạo ra các hình thái thân thể đen.
Quá trình biến đổi màu nói trên là do kết quả của chọn lọc định hướng làm tăng tần số các cá thể thích nghi theo xu hướng nguỵ trang. Ban đầu nhiều loài bướm có màu sáng, sống ở nơi có màu sáng, thêm vào đó có địa y bao phủ kín ngoài thân cây. Điều này giúp chúng ngụy trang tốt do làm cho các động vật săn mồi (thường là chim sâu) khó phát hiện hơn là màu tối trên nền sáng. Khi cách mạng công nghiệp bùng nổ, lượng than đá và dầu mỏ bị đốt ngày càng nhiều sinh ra khối lượng bụi than và lưu huỳnh điôxit khổng lồ, không chỉ gây ô nhiễm khí quyển, mà còn làm giảm độ che phủ của địa y (do bị chết), đồng thời bồ hóng làm vỏ cây vùng ô nhiễm bị nhuộm đen.
Do đó, các cá thể màu sáng lại dễ bị phát hiện và bị chim sâu tiêu diệt nhiều hơn hẳn trước đó. Dưới áp lực chọn lọc như thế, các kiểu hình trước đây là có hại lại trở thành có lợi. Từ đó dẫn đến sự gia tăng kiểu gen có khả năng mêlanin hoá và gọi là hoá đen công nghiệp,  Đến khi ô nhiễm giảm hẳn, thì chọn lọc tự nhiên lại đổi hướng trở lại, do đó kiểu gen có khả năng mêlanin hoá lại bị giảm tần số, còn kiểu gen tạo màu sáng tăng trở lại
Sự biến thể thành sói đen cũng mang lại lợi thế chọn lọc so với những con sói màu lông sáng hơn ở các vùng có rừng rậm. Những con sói màu lông đen khá phổ biến ở các vùng rừng rậm tại Bắc Cực thuộc Canada so với số lượng sói lông đen ở các đài nguyên băng giá với tỷ lệ 62% và 7% trên tổng số quần thể. Việc có lông đen mang lại lợi thế đặc biệt cho những con sói sống trong rừng, Sói đen chiếm số đông trong bầy đàn tại những cánh rừng Bắc Mỹ, trong khi sói trắng lại có số lượng nhiều hơn ở các lãnh nguyên trơ trụi vì chó sói phần lớn dựa vào khả năng ngụy trang để bảo vệ mình hay để gia tăng tỷ lệ đi săn thành công.
Đây là một đột biến không những đã xâm nhập vào quần thể hoang dã mà còn mang lại lợi ích cho chúng. Sự mất đi môi trường sống lãnh nguyên của loài sói còn khuyến khích sự phát triển ngày một lan rộng của gen quy định lông đen. Đột biến mang lại lợi ích cho những con sói vùng rừng rậm và với môi trường lãnh nguyên được dự tính sẽ thu hẹp trong những năm tới đây do hiện tượng mở rộng rừng phương bắc liên quan đến sự nóng lên toàn cầu, màu lông đen có thể giúp sói xám thích nghi với sự thay đổi môi trường.

## Ghi nhận

### Báo đen

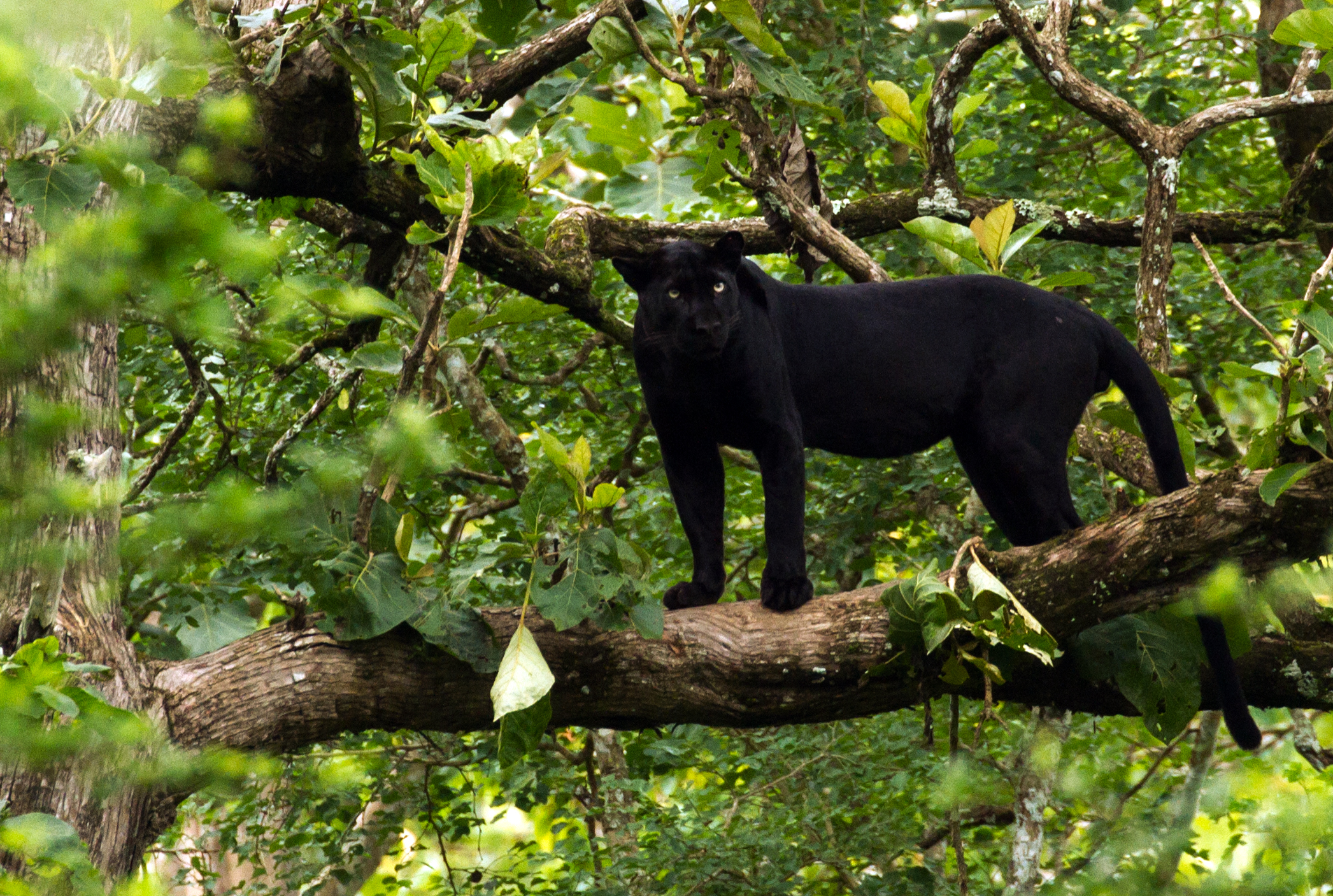
Một con báo đen ở Ấn Độ

Báo đen hay hắc báo hay còn gọi là beo là một dạng biến dị di truyền xảy ra đối với một vài loài mèo lớn. Các cá thể này có màu đen do mang đột biến gen liên quan đến quá trình chuyển hóa melanin. Biến dị này sẽ có thể đem lại một vài ưu thế chọn lọc cho các cá thể sinh sống trong những khu vực có mật độ rừng dày dặc, mức chiếu sáng rất thấp. Đây không phải là một loài riêng vì không có sự cách ly giao phối với các nhóm khác. Trong một lứa của cặp báo bố mẹ bình thường có thể sinh ra các cá thể mang và không mang đột biến. Biến dị này phổ biến ở báo đốm Mỹ (Panthera onca) và báo hoa mai (Panthera pardus). Những con báo hoa mai có bộ lông đen cũng được gọi là báo đen. Giao phối trong báo đen tạo ra kích thước lứa nhỏ hơn đáng kể so với được tạo ra bởi các cặp thông thường. Báo hoa mai đen phổ biến trong rừng mưa xích đạo của bán đảo Mã Lai và rừng mưa nhiệt đới trên sườn của một số ngọn núi châu Phi như núi Kenya.
Nếu một con báo đốm bị nhiễm hắc tố thì nó có thể sinh ra các báo con hoàn toàn đen (mặc dù khi nhìn gần vẫn thấy các đốm), nhưng đây không phải là một loài riêng biệt. Hình thái màu đen ít phổ biến hơn hình thái đốm, ước tính xảy ra ở khoảng 6% số lượng báo đốm Nam Mỹ. Ở vùng Sierra Madre Occidental của Mexico, con báo đốm có lông đen đầu tiên được ghi nhận vào năm 2004. Một số bằng chứng chỉ ra rằng các alen hắc tố chiếm ưu thế và được hỗ trợ bởi chọn lọc tự nhiên. Các hình thức màu đen có thể là một ví dụ về lợi thế dị hợp tử; trong điều kiện nuôi nhốt chưa được kết luận về điều này. Báo đốm hắc tố (hay báo đốm "đen") xuất hiện chủ yếu ở các vùng của Nam Mỹ, và hầu như không được biết đến trong các quần thể hoang dã cư trú ở khu vực cận nhiệt đới và ôn đới của Bắc Mỹ; chúng chưa bao giờ được ghi nhận ở phía bắc Isthmus thuộc Tehugeepec của Mexico.

### Hổ đen
Hổ đen hay cọp đen hay hắc hổ là những con hổ có bộ lông màu đen. Nguyên nhân của hiện tượng này là do đột biến sinh học. Một con hổ đen là một biến thể màu sắc hiếm hoi của hổ và không phải là một loài riêng biệt hoặc phân loài địa lý. Hầu hết các động vật có vú màu đen là do sự đột biến không agouti (màu lông chuột). Chúng cũng được cho là nhỏ hơn so với những con hổ bình thường, có lẽ cũng do giao phối cận huyết hoặc vì báo hoa mai lớn màu đen được xác định nhầm là con hổ đen. Bộ lông đen kỳ lạ là kết quả của sự nhiễm sắc tố melanin giả, hiện tượng này khiến lông động vật mang sắc tố màu đen và các sọc vằn có màu xám nhạt. Tuy nhiên, do các sọc dày lại nằm gần nhau nên chúng gần như không thể nhìn thấy và lẫn với màu lông đen. Với đặc điểm trên, con hổ có bộ lông gần như đen hoàn toàn. Hiện tượng hổ có lông đen được cho là đang ngày càng phổ biến, ảnh hưởng từ quá trình giao phối cận huyết. Nhiễm sắc tố melanin khiến lông và mắt động vật có màu đen, trái ngược với chứng bạch tạng ở nhiều loài. 

### Mèo đen
Mèo đen hay còn gọi là mèo mun, mèo ma, hắc miêu hay linh miêu là những con mèo có bộ lông màu đen hay đen tuyền. Nguyên nhân là do sắc tố đen ảnh hưởng trong quá trình di truyền. Tuy vậy với việc lai tạo và chọn giống thì màu sắc lông đen của mèo không phải là điều gì quá đặc biệt, mèo đen chỉ còn mang ý nghĩa về tín niệm, tâm linh nhiều hơn, chúng cũng được nuôi nhân giống cho sở thích của con người.

### Sói đen

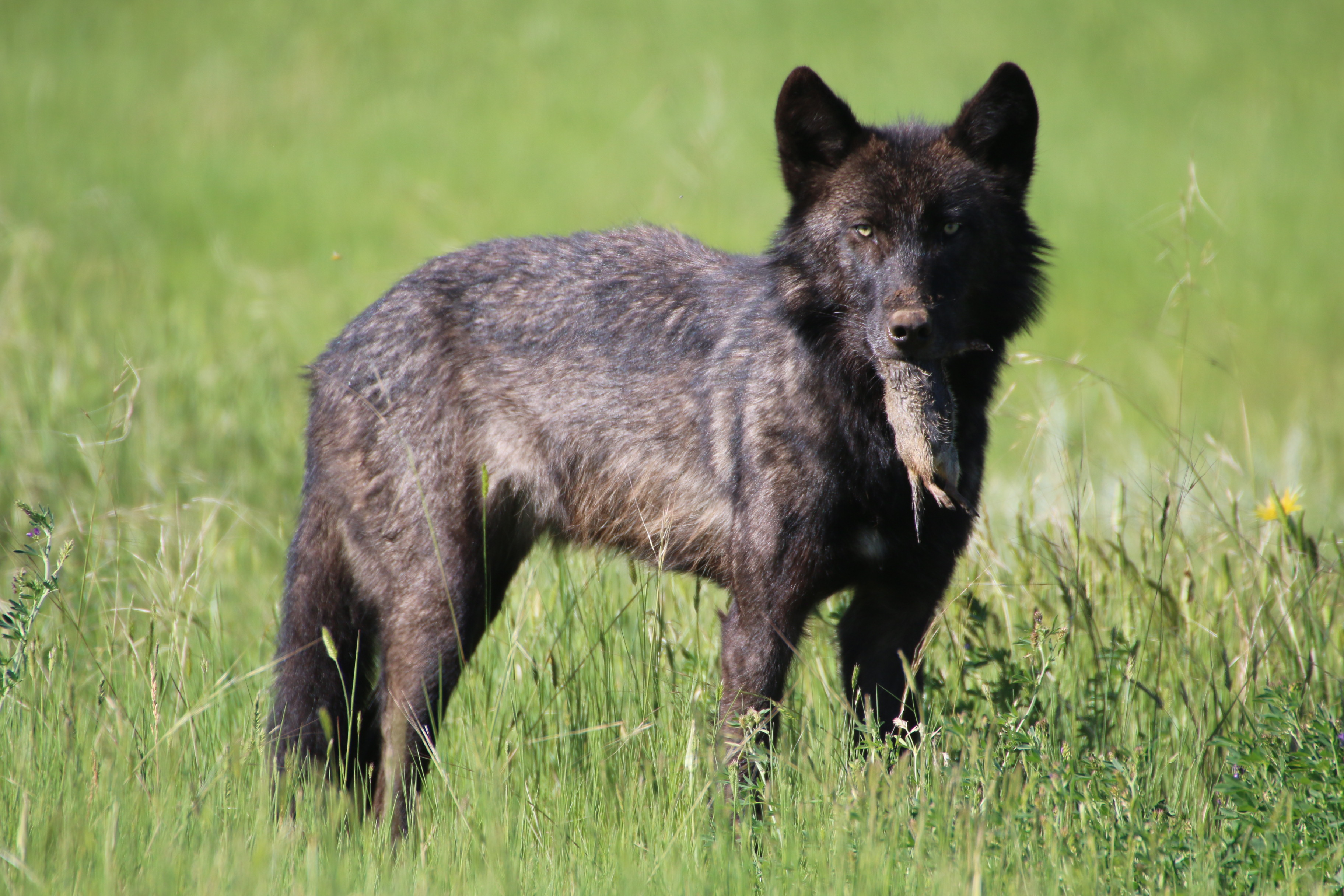
Một con sói đen đang săn mồi

Sói đen là những con sói đột biến màu lông có hắc tố đen và mang trên mình bộ lông màu đen. Thực chất, sói đen chính là loài sói xám (Canis lupus). Sói đen là một trong những kẻ săn mồi biến đổi di truyền đầu tiên. Một bộ gen đặc biệt quy định màu lông đen chỉ xuất hiện trên loài chó, do đó loài sói đen dường như là kết quả của sự lai tạo. Gen quy định màu đen của bộ lông này là gen trội, do đó nó được di truyền hầu hết cho các đời con. Tuy rằng loài sói đen không thể hiện là một thợ săn cừ khôi, nhưng chúng lại có hệ miễn dịch tốt hơn. Loài sói đen hầu như chỉ xuất hiện ở vùng lạnh giá của Bắc Mỹ.
Gen chịu trách nhiệm sản sinh màu lông đen ở chó có tên beta-defensin thuộc về một họ gen trước đây từng được cho là có liên quan trong việc chống lại sự nhiễm trùng. Một biến thể của gen khiến những con chó hay sói có màu lông vàng hoặc màu lông sáng, một đột biến làm mất 3 nucleotide khiến các con vật có màu lông đen. Protein quy định sự khác biệt trong màu sắc lông có liên quan đến sự viêm hay nhiễm trùng, do đó nó mang lại cho những con vật lông đen một lợi thế khác biệt so với tác động về mặt sắc tố của nó. Gen quy định lông đen mang bằng chứng về chọn lọc tích cực ở loài sói sống trong rừng, gen này là gen trội, con vật dù chỉ có một bản sao của gen đó cũng có lông đen. Tác động của hiện tượng này không chỉ đơn giản như là là sự hình thành những con sói đen, gần như trở thành đặc trưng của vùng Bắc Mỹ.

### Sóc đen

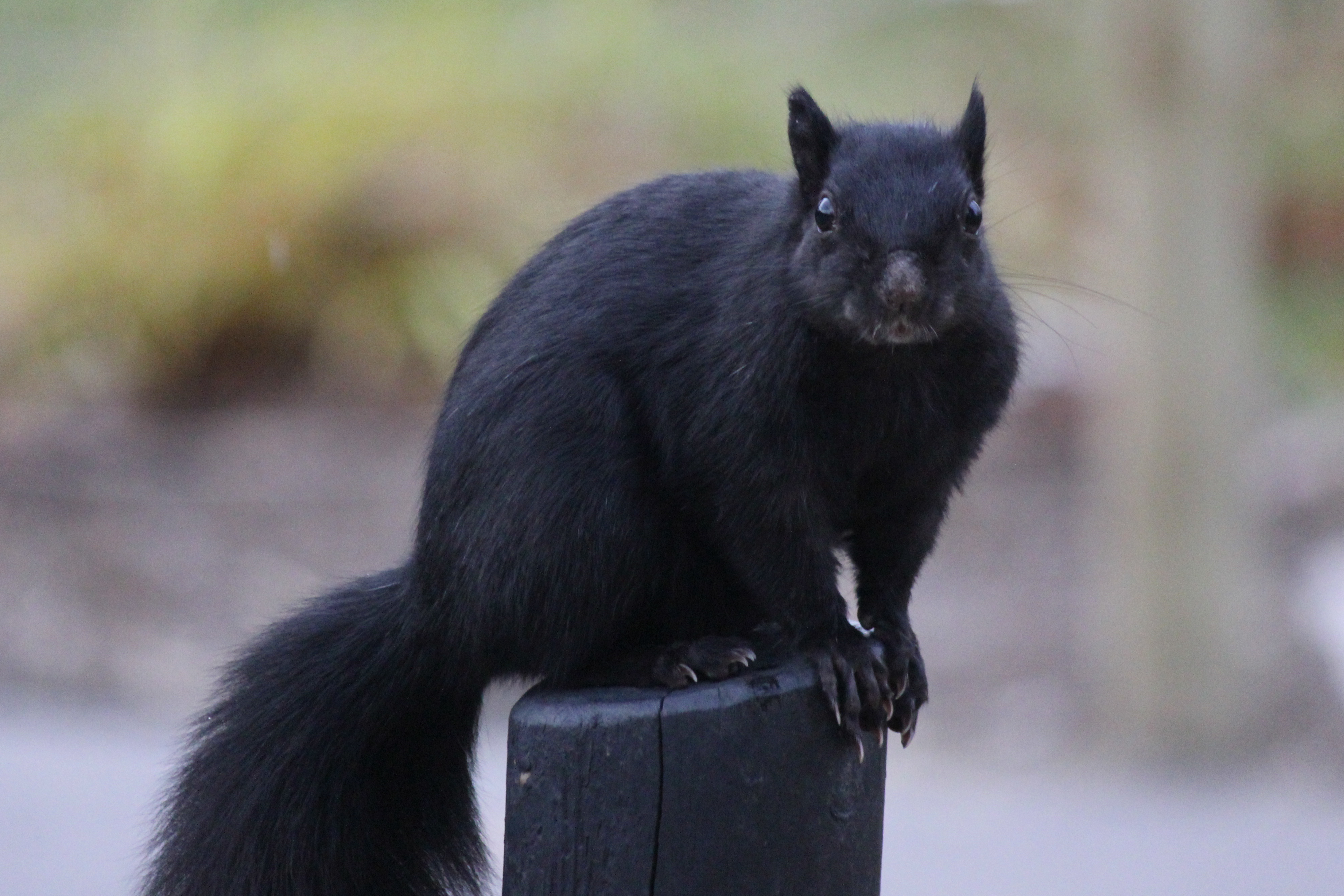
Một con sóc đen ở Mỹ

Sóc đen là những cá thể thuộc loài sóc xuất hiện dưới dạng đột biến hắc tố melanistic và trở nên có màu đen so với màu tự nhiên của chúng, những đột biến này ghi nhận ở những con sóc xám miền Đông và sóc cáo. Màu lông đen có thể xuất hiện tự nhiên như là một đột biến trong quần thể sóc xám, nhưng nó rất hiếm. Những con sóc xám có hai bản sao của một gen sắc tố thông thường và những con sóc đen có một hoặc hai bản sao của một gen sắc tố đột biến. Nếu một con sóc đen có hai bản sao gen đột biến, nó sẽ là màu đen. Nếu nó có một bản sao gen đột biến và một gen bình thường nó sẽ là màu nâu đen. Ở những khu vực có nồng độ cao của loài sóc đen, lứa đẻ của các cá thể màu hỗn hợp thường gặp. Phân nhóm màu đen dường như đã chiếm ưu thế trên khắp Bắc Mỹ trước sự xuất hiện của người châu Âu vào thế kỷ 16, khi các khu rừng già của Mỹ vẫn còn nhiều và dày đặc. Màu sẫm màu đen của sóc đã giúp chúng ẩn náu trong những khu rừng già và dày đặc này.

### Gà đen
Gà lông đen: Gà có bộ lông màu đen không phải là điều quá đặc biệt, nhưng ở một số cá thể, hắc sắc tố phát triển mạnh khiến vùng mặt (bao gồm mồng, tích, tai và mắt) nhiễm đen, mắt cam ở ô mặt đen. Nguyên nhân do chất fibromelanosis trong cơ thể gà đã thúc đẩy sự phát triển của tế bào sắc tố đen (hắc tố). Gene tạo ra fibromelanosis là gene đột biến. Fibromelanosis là kết quả của sự tái sắp xếp phức tạp trong bộ gene. Đột biến ẩn sau fibromelanosis rất kỳ lạ nó chỉ xảy ra một lần. Phần lớn động vật có xương sống sở hữu một gene gọi là endothelin 3 hay EDN3 đóng vai trò kiểm soát màu da. Khi con gà đang phát triển, tế bào ở da và nang lông biểu hiện EDN3, kích hoạt sự di cư của những nguyên bào sắc tố đen. Nhưng ở những con gà bị tăng sắc tố mô, tất cả tế bào trong cơ thể đều biểu hiện EDN3, tạo ra lượng nguyên bào sắc tố đen cao gấp 10 lần khiến xương và nội tạng trông như nhuộm nhựa đường, đột biến này dường như không gây hại cho các giống gà mà màu đen sẫm khiến chúng trở nên giá trị hơn với những người chăn nuôi vì thịt và xương đen có mùi vị rất đặc biệt. Sự đột biến đã tạo ra nhiều giống gà khác như gà đen Thụy Điển (Svarthöna) cũng có màu lông đen như Ayam Cemani, gà lông lụa (của Trung Quốc) và các giống gà ác, gà Okê, gà H’Mông của Việt Nam.